# Halysidota ata
Halysidota ata är en fjärilsart som beskrevs av Embrik Strand 1919. Halysidota ata ingår i släktet Halysidota och familjen björnspinnare. Inga underarter finns listade i Catalogue of Life.